# Football Club Weissenbühl Bern
Il Football Club Weissenbühl Bern è stata una società calcistica svizzera, con sede a Berna, capitale del Canton Berna e della nazione Svizzera.

## Storia[1]
Partecipò alla Serie A 1904-1905, il massimo campionato svizzero dell'epoca. Quella fu l'unica partecipazione del club in massima serie, terminata all'ultimo posto del Girone Centro con zero punti, a causa delle otto sconfitte consecutive subite.
Successivamente, nel 1913, raggiunse la finale dell'Anglo Cup, antenata dell'attuale Coppa Svizzera, perdendo per 5-0 contro il Basilea.
In seguito la società sparì dalle competizioni agonistiche.

## Palmarès

### Altri piazzamenti
- Anglo Cup:

Finalista: 1913